# Dorfbach (Isar)
Der Dorfbach, im Oberlauf Weiherbach, ist ein Fließgewässer in Bayern. Er entsteht als Weiherbach beim Hohenburger Weiher bei Lenggries, nimmt dort den Reiterbach von rechts auf, fließt weiter durch das Stadtgebiet, bevor er schließlich von rechts in die Isar mündet.